# Almere Partij
De Almere Partij (afgekort AP) is een lokale politieke partij in de Nederlandse gemeente Almere. De partij is opgericht in 1983, waarmee het de oudste nog bestaande lokale partij van de gemeente is. Van 2013 tot en met 2023 werkte de partij onder de naam ApOpa samen met de partij Ouderen Politiek Actief.

## Geschiedenis

### Partijleider Arvid Gundersen
De Almere Partij werd door Arvid Gundersen opgericht in 1983, in aanloop naar de eerste gemeenteraadsverkiezingen van Almere. Met drie procent van de stemmen kwam de partij echter te kort voor een zetel. Bij de volgende verkiezingen, die van 1986, was de partij succesvoller, en kwam de partij met een zetel in de raad. Gundersen, die lijsttrekker was, nam de zetel in.
In de periode 1986-1990 voerde de partij oppositie tegen de coalitie van de PvdA en de VVD. Een opvallend voorstel dat Gundersen deed was het geven van een rubberboot aan alle Almeerders, voor het geval de Flevopolder onder zou lopen. Ook wilde hij dat er een autocircuit in Almere kwam.
Bij de verkiezingen van 1990 profileerde de Almere Partij zich op het thema milieu, en kreeg ze er een tweede zetel bij. In 1992 verzette de partij zich tegen een aantal straatnamen in het nog niet voltooide Bos der Onverzettelijken, waaronder Razziastraat en Concentratiekamp.
In de periode 1990-1993 kende Almere een college van PvdA, VVD en CDA. Op 25 maart 1993 dienden PvdA en VVD een motie van wantrouwen in tegen CDA-wethouder Marja van Bijsterveldt. Met de steun van de Almere Partij werd deze motie aangenomen, waarna Van Bijsterveldt op 8 april aftrad. Arvid Gundersen werd de nieuwe wethouder.
Op 12 mei, enkele weken na zijn installatie, werd Gundersen echter gearresteerd op verdenking van verkrachting. Volgens het slachtoffer zou zij in ruil voor seks sneller aan een woning komen. Gundersen ontkende de verkrachting. De dag na de arrestatie vroeg het partijbestuur Gundersen om direct af te treden, ongeacht de uitkomst van het politieonderzoek. Nadat hij dit weigerde, werd hij geroyeerd. In een extra ingelaste raadsvergadering op 18 mei diende Nico de Jonge, het andere raadslid van de Almere Partij, een motie van wantrouwen in tegen Gundersen. Dit deed hij om de goede naam van Almere en zijn partij te behouden. De motie werd mede ondertekend door de PvdA en de VVD, en unaniem aangenomen. Op de reguliere raadsvergadering van 27 mei trad Gundersen af, en ging hij verder als onafhankelijk raadslid. De verkrachtingszaak werd later geseponeerd. Gundersen deed onsuccesvol mee aan de verkiezingen van 1994 met zijn nieuwe partij Levend Almere.

### Partijleider Luc Kroes
Luc Kroes werd in 1994 de nieuwe lijsttrekker van de Almere Partij, en legde tijdens de campagne de nadruk op het ouderenbeleid en de leefbaarheid. Bij de verkiezingen won de partij haar tweede zetel terug, die werd ingenomen door Joke Knop-van Oers.
Het duo in de raad ging in juli 1997 verder als de Stadspartij Almere, naar aanleiding van de ledenvergadering van de Almere Partij. Op die vergadering werd de lijsttrekker voor de verkiezingen van 1998 gekozen, en dit werd partijvoorzitter Bob Fonhof. Volgens Kroes en Knop-van Oers was er hier sprake van een coup. Volgens hen had Fonhof mensen uit zijn straat opgetrommeld om hem tot lijsttrekker te maken, en kon hij zo de twee raadsleden de partij uit werken. De Stadspartij werd diezelfde nacht nog opgericht.

### Partijleider Bob Fonhof
Bij de verkiezingen behaalde de Almere Partij drie zetels, de Stadspartij één. Fonhof zou in zijn tijd als partijleider gaan gelden als een markant raadslid. De periode 1998-2002 was voor de partij stabiel, en kende zij geen afsplitsingen. Naar aanleiding van de aanslagen op 11 september 2001 waarschuwde Fonhof voor een eventuele aanslag in Almere, omdat er volgens hem 'vormen van moslimfundamentalisme' aanwezig waren in de stad. Bij de verkiezingen van 2002 verloor de partij weer een zetel.
In oktober 2005 splitste het raadslid Frans Rietbergen zich af, omdat hij het niet eens was met de kandidatenlijst voor de verkiezingen van maart 2006. Hij werd lid van de Stadspartij. Hierdoor was de Almere Partij de laatste vijf maanden voor de verkiezingen alleen door Fonhof in de raad vertegenwoordigd. Bij de verkiezingen won de partij haar tweede zetel terug.
Bij de verkiezingen van 2010 verloor de partij haar twee zetels. Volgens Fonhof was dit vooral te wijten aan de komst van nieuwkomer PVV. De partij kondigde aan door te gaan, en bij de verkiezingen erna weer een gooi te doen naar een raadszetel.

### Samenwerking met OPA
In oktober 2013 ging de Almere Partij een samenwerking aan met de landelijke partij Ouderen Politiek Actief. Deze partij was opgericht door ontevreden 50PLUS'ers die op lokaal niveau de seniorenbelangen wilden laten horen. Bij de verkiezingen van 2014 behaalde de combinatie AP/OPA één raadszetel.
Op 23 april 2016 overleed Fonhof. Hij werd opgevolgd door Johan de Leeuw, die later ook lijsttrekker werd.
In oktober 2016 riep AP/OPA samen met de SP op om te stoppen met het organiseren van de Floriade 2022. Volgens de partijen zou dit project de gemeente te veel geld gaan kosten, en kon dit beter naar andere zaken, zoals de jeugdzorg. Het evenement zou uiteindelijk een miljoenenverlies lijden.
Bij de verkiezingen van 2018 en die van 2022 bleef het zeteltal stabiel, en bleef ApOpa op één zetel.

### Almere Partij weer zelfstandig
Johan de Leeuw verliet de raad op 21 december 2023, en werd opgevolgd door Ton Theunis. Vanaf het nieuwe jaar werd de naam terugveranderd naar Almere Partij. Volgens De Leeuw dekte de naam ApOpa de lading niet meer, omdat OPA nooit van de grond was gekomen, terwijl er met Almere Partij voor werd gekozen om zich weer als duidelijk lokale partij te profileren.

## Standpunten
De Almere Partij hanteert vijf peilers, die naar eigen zeggen leidend zijn voor de standpunten:
- Huisvesting: De partij wil meer sociale woningbouw, en vindt dat huisvesting voor jongeren en ouderen voorrang verdient.[27]
- Welbevinden: De partij vindt dat er ruimte moet zijn voor zaken als een verslaafdenopvang, maar dat de omwonenden daar inspraak in moeten hebben.[28]
- Onderwijs: De partij is voor de renovatie van onderwijsgebouwen, om die zo warmer en duurzamer te maken.[29]
- Veiligheid: De partij wil meer politie in Almere, om zo misdaad "met volle kracht" te bestrijden. Ook wil de partij dat er meer hulp wordt geboden aan jongeren, zodat zij niet de criminaliteit in gaan.[30]
- Financiën: De partij is tegen grote projecten als Omniworld, de Floriade en Oosterwold, omdat zij vindt dat deze de gemeente te veel geld kosten.[31]

## Verkiezingsuitslagen
De partij heeft bij verschillende verkiezingen de volgende resultaten behaald:
| Jaar | Stemmen | %     | Zetels | Opmerking                                    |
| ---- | ------- | ----- | ------ | -------------------------------------------- |
| 1983 | 397     | 3,03% | 0 / 23 |                                              |
| 1986 | 782     | 3,52% | 1 / 27 |                                              |
| 1990 | 1.597   | 5,94% | 2 / 33 |                                              |
| 1994 | 1.906   | 4,60% | 2 / 37 |                                              |
| 1998 | 3.124   | 6,92% | 3 / 39 |                                              |
| 2002 | 2.984   | 5,62% | 2 / 39 |                                              |
| 2006 | 3.436   | 5,69% | 2 / 39 |                                              |
| 2010 | 1.275   | 1,58% | 0 / 39 |                                              |
| 2014 | 1.644   | 2,34% | 1 / 39 | In samenwerking met Ouderen Politiek Actief. |
| 2018 | 2.326   | 3,37% | 1 / 45 | In samenwerking met Ouderen Politiek Actief. |
| 2022 | 1.505   | 2,31% | 1 / 45 | In samenwerking met Ouderen Politiek Actief. |